# Idaea ledererata
Idaea ledererata là một loài bướm đêm trong họ Geometridae.